# Lee Seung-woo (actor)
Lee Seung-woo (en hangul, 이승우), es un actor surcoreano.

## Biografía
Estudió en el Instituto de las Artes de Seúl (departamento de actuación).

## Carrera
Es miembro de la agencia 51K (피프티원케이).
En diciembre de 2021, se unió al elenco recurrente de la serie Our Beloved Summer donde interpretó a Lim Tae-hoon, un nuevo PD de la emisora.

## Filmografía

### Series de televisión
| Año         | Título                                  | Personaje                 | Notas               |
| ----------- | --------------------------------------- | ------------------------- | ------------------- |
| 2021 - 2022 | Our Beloved Summer                      | Lim Tae-hoon              |                     |
| 2021        | Racket Boys                             | Yoon Hyun-jong (de joven) | ep. #6 - (invitado) |
| 2021        | Drama Stage Season 4 - "EP, Hi Dorothy" | Chang Ho                  | ep. #1              |
| 2020 - 2021 | Hush                                    | Hong Kyu-tae              |                     |
| 2020        | Extracurricular                         | Chae Bin                  |                     |
| 2020        | The Game: Towards Zero                  | Det. Go Bong-soo          | [ 3 ]               |
| 2019        | Kill It                                 | Detective                 |                     |
| 2018        | My Secret Terrius                       | Kim Ji-hoon               |                     |

### Teatro
| Año  | Título                                 | Personaje        | Notas |
| ---- | -------------------------------------- | ---------------- | ----- |
| 2017 | 우리는 함부로 자란다 – ‘쟤가 했는데요’ | 편 남자친구 민규 |       |
| 2015 | 조그만 입술                            | 너               |       |
| 2015 | 사랑의 묘약                            | 청년             |       |